# Adam Armstrong
Adam James Armstrong (West Denton, Inglaterra, 10 de febrero de 1997) es un futbolista británico que juega de delantero en el Southampton F. C. de la EFL Championship de Inglaterra.

## Trayectoria

### Comienzos en Newcastle
Adam se unió al Newcastle con 9 años, realizó las divisiones infantiles y juveniles en el club.
Con 15 años, estuvo en el banco de suplentes en la fecha 10 de la Premier League sub-21 de la temporada 2012-13, pero no ingresó.
Para la siguiente temporada, debutó con la sub-21 en la fecha 1, el 12 de agosto de 2013, jugó los 90 minutos, anotó su primer gol de la categoría pero perdieron 4 a 2. Disputó el encuentro con 16 años y 183 días.
Mostró un gran nivel, anotó un gol en los primeros 5 partidos que jugó.
Para el año siguiente, fue ascendido al primer equipo. Fue convocado para las jornadas 23, 24 y 25 de la máxima categoría, pero no ingresó.
Debutó como profesional el 15 de marzo de 2014, en la fecha 30 de la Premier League, el técnico John Carver lo mandó a la cancha al minuto 85 por Luuk de Jong, se enfrentó a Fulham en el Craven Cottage ante más de 25 600 espectadores y perdieron 1 a 0. Su primer encuentro lo disputó con 17 años y 33 días.
Adam finalizó la temporada 2014/15 con 4 presencias en la Premier League, Newcastle finalizó en décimo lugar. Con la sub-21, jugó 11 veces y anotó 6 goles.
Para la temporada siguiente, comenzó jugando con la sub-21, en el segundo partido anotó un hat-trick por lo que volvió a ser considerado en el primer equipo.
El 24 de septiembre de 2014, fue titular por primera vez, jugó la segunda ronda de la Copa de la Liga, se enfrentaron a Crystal Palace. Comenzaron en desventaja pero con una asistencia de Armstrong empataron, y al comienzo del segundo tiempo dieron vuelta el resultado, pero al minuto 92 el rival empató, lo que obligó una prórroga. Al minuto 112, Adam tiró un centro y su compañero Paul Dummett lo transformó en gol, finalmente ganaron 3 a 2.
En la Premier League, debutó como titular contra Manchester United, el 26 de diciembre, pero perdieron 3 a 1 en Old Trafford ante más de 75 300 espectadores.
Su primer partido en la FA Cup, fue el 3 de enero de 2015, jugó los 90 minutos contra Leicester en la tercera ronda, pero perdieron 1 a 0.
Tuvo más oportunidades con el primer equipo, pero no se afirmó. Disputó 15 partidos con Newcastle, fue titular en 4 y no anotó goles, finalizaron en la posición 15. Con la sub-21, jugó 14 partidos en la Premier League de la categoría, anotó 11 goles y brindó 4 asistencias.

### Consolidación en Coventry City
Fue cedido a Coventry City, para jugar la League One, tercera categoría inglesa, en la temporada 2015/16. Le fue asignada la camiseta número 9 a pesar de su juventud.
Debutó en la fecha 1, el 8 de agosto de 2015, fue titular contra Wigan, anotó un doblete en el Ricoh Arena ante 13 000 personas y ganaron 2 a 0 gracias a sus anotaciones. En la fecha 2, volvió a marcar por duplicado y vencieron a Millwall 4 a 0. Para la fecha 3, fue titular contra Crewe Alexandra, anotó un gol y ganaron 3 a 2.
Debido a su buen rendimiento, fue elegido el jugador del mes de agosto del campeonato.
Continuó mostrando un buen nivel con su equipo, finalizó el año con 13 goles, de los cuales 10 fueron por 5 dobletes convertidos.
El 2 de enero de 2016, anotó su primer triplete como profesional, con 18 años y 326 días, contra Crewe Alexandra, además brindó una asistencia y ganaron 5 a 1.
Renovó su préstamo con el club el 14 de enero, para quedarse hasta mediados del año en Coventry.
El 30 de enero, volvió a convertir un gol, pero perdieron 2 a 1 contra Scunthorpe United. En la fecha 30, que se jugó el 13 de febrero, le anotó un doblete a Bury y ganaron 6 a 0.
Finalmente concluyó su temporada con 40 partidos jugados, 20 goles y 5 asistencias. Quedaron en octava posición, sin posibilidades de ascenso.
Regresó a Newcastle para realizar la preparación de la temporada 16/17, bajo las órdenes de Rafa Benítez.
Jugó 2 partidos en Segunda División, pero tuvo pocos minutos, incluso bajó con la reserva. Por lo que fue cedido a otro club para tener más rodaje.

### Cesión a Barnsley
El 30 de agosto de 2016, fue cedido hasta fin de año a Barnsley, para jugar la Football League Championship.

## Selección nacional
Armstrong ha sido parte de la selección de Inglaterra en las categorías juveniles sub-16, sub-17, sub-18, sub-19 y sub-20.

### Participaciones en juveniles
En cursiva las competiciones no oficiales.
| Competición                                                               | Sede                | Resultado  | Partidos | Goles |
| ------------------------------------------------------------------------- | ------------------- | ---------- | -------- | ----- |
| Fase de clasificación para el Campeonato de Europa Sub-17 de la UEFA 2014 | Armenia             | Clasificó  | 3        | 6     |
| Ronda Élite para el Campeonato de Europa Sub-17 de la UEFA 2014           | República Checa     | Clasificó  | 3        | 1     |
| Campeonato de Europa Sub-17 de la UEFA 2014                               | Malta               | Campeón    | 4        | 2     |
| Fase de clasificación para el Campeonato de Europa Sub-19 de la UEFA 2016 | Macedonia del Norte | Clasificó  | 3        | 1     |
| Ronda Élite para el Campeonato de Europa Sub-19 de la UEFA 2016           | España              | Clasificó  | 3        | 2     |
| Torneo Cuatro Naciones Sub-20 de 2016                                     | Inglaterra          | Campeón    | 2        | 1     |
| Continental Cup Sub-19 de 2016                                            | Corea del Sur       | Subcampeón | 2        | 4     |

## Estadísticas
Actualizado al 3 de mayo de 2025.
| Club                                  | Div.          | Temporada     | Liga  | Liga  | Copas nacionales | Copas nacionales | Copas internacionales | Copas internacionales | Total | Total |
| Club                                  | Div.          | Temporada     | Part. | Goles | Part.            | Goles            | Part.                 | Goles                 | Part. | Goles |
| ------------------------------------- | ------------- | ------------- | ----- | ----- | ---------------- | ---------------- | --------------------- | --------------------- | ----- | ----- |
| Newcastle United F. C. Inglaterra     | 1.ª           | 2013-14       | 4     | 0     | 0                | 0                | ―                     | ―                     | 4     | 0     |
| Newcastle United F. C. Inglaterra     | 1.ª           | 2014-15       | 11    | 0     | 4                | 0                | ―                     | ―                     | 15    | 0     |
| Coventry City F. C. Inglaterra        | 3.ª           | 2015-16       | 40    | 20    | 0                | 0                | ―                     | ―                     | 40    | 20    |
| Coventry City F. C. Inglaterra        | Total club    | Total club    | 40    | 20    | 0                | 0                | 0                     | 0                     | 40    | 20    |
| Newcastle United F. C. Inglaterra     | 2.ª           | 2016-17       | 2     | 0     | 0                | 0                | ―                     | ―                     | 2     | 0     |
| Newcastle United F. C. Inglaterra     | Total club    | Total club    | 17    | 0     | 4                | 0                | 0                     | 0                     | 21    | 0     |
| Barnsley F. C. Inglaterra             | 2.ª           | 2016-17       | 34    | 6     | 1                | 0                | ―                     | ―                     | 35    | 6     |
| Barnsley F. C. Inglaterra             | Total club    | Total club    | 34    | 6     | 1                | 0                | 0                     | 0                     | 35    | 6     |
| Bolton Wanderers F. C. Inglaterra     | 2.ª           | 2017-18       | 20    | 1     | 3                | 2                | ―                     | ―                     | 23    | 3     |
| Bolton Wanderers F. C. Inglaterra     | Total club    | Total club    | 20    | 1     | 3                | 2                | 0                     | 0                     | 23    | 3     |
| Blackburn Rovers F. C. Inglaterra     | 3.ª           | 2017-18       | 21    | 9     | ―                | ―                | ―                     | ―                     | 21    | 9     |
| Blackburn Rovers F. C. Inglaterra     | 2.ª           | 2018-19       | 44    | 5     | 4                | 4                | ―                     | ―                     | 48    | 9     |
| Blackburn Rovers F. C. Inglaterra     | 2.ª           | 2019-20       | 46    | 16    | 2                | 1                | ―                     | ―                     | 48    | 17    |
| Blackburn Rovers F. C. Inglaterra     | 2.ª           | 2020-21       | 40    | 28    | 3                | 1                | ―                     | ―                     | 43    | 29    |
| Blackburn Rovers F. C. Inglaterra     | Total club    | Total club    | 151   | 58    | 9                | 6                | 0                     | 0                     | 160   | 64    |
| Southampton F. C. Inglaterra          | 1.ª           | 2021-22       | 23    | 2     | 5                | 0                | ―                     | ―                     | 28    | 2     |
| Southampton F. C. Inglaterra          | 1.ª           | 2022-23       | 30    | 2     | 9                | 1                | ―                     | ―                     | 39    | 3     |
| Southampton F. C. Inglaterra          | 2.ª           | 2023-24       | 49    | 24    | 3                | 0                | ―                     | ―                     | 52    | 24    |
| Southampton F. C. Inglaterra          | 1.ª           | 2024-25       | 20    | 2     | 3                | 1                | ―                     | ―                     | 23    | 3     |
| Southampton F. C. Inglaterra          | Total club    | Total club    | 122   | 30    | 20               | 2                | 0                     | 0                     | 142   | 32    |
| West Bromwich Albion F. C. Inglaterra | 2.ª           | 2024-25       | 16    | 3     | ―                | ―                | ―                     | ―                     | 16    | 3     |
| West Bromwich Albion F. C. Inglaterra | Total club    | Total club    | 16    | 3     | 0                | 0                | 0                     | 0                     | 16    | 3     |
| Total carrera                         | Total carrera | Total carrera | 400   | 118   | 37               | 10               | 0                     | 0                     | 437   | 128   |
| 1.                                    |               |               |       |       |                  |                  |                       |                       |       |       |

## Palmarés

### Títulos internacionales
| Título                                 | Club (*)                | Sede  | Año  |
| -------------------------------------- | ----------------------- | ----- | ---- |
| Campeonato de Europa Sub-17 de la UEFA | Selección de Inglaterra | Malta | 2014 |

(*) Incluyendo la selección.

### Distinciones individuales
| Distinción                                   | Año  |
| -------------------------------------------- | ---- |
| PFA Equipo del Año de la Football League One | 2016 |